# 44 d'Andròmeda
44 d'Andròmeda (44 Andromedae) és una estrella a la constel·lació d'Andròmeda. És de magnitud aparent 5,67.